# 111콜센터
111콜센터(National Intelligence Service Call Center, NISCC)는 대한민국 국가정보원의 신고센터이다. 2009년 6월 10일 설립되었다.

## 주요 업무
- 간첩 또는 이적사범, 국제범죄, 테러, 산업스파이, 사이버안보위협 등 국가안보와 관련한 신고 접수 및 상담
- 국가정보원 직원 사칭 및 비리 접수
- 기타 국가안보와 관련된 제안 접수

## 같이 보기
- 대한민국 국가정보원
- 국가사이버안전센터
- 산업기밀보호센터
- 국제범죄정보센터
- 테러정보 통합센터